# Au (São Galo)
Au é uma comuna da Suíça, no Cantão São Galo, com cerca de 6 634 habitantes. Estende-se por uma área de 4,69 km², de densidade populacional de 1.414 hab/km². Confina com as seguintes comunas: Balgach, Berneck, Lustenau (AT - 8), Sankt Margrethen, Walzenhausen (AR), Widnau.
A língua oficial nesta comuna é o alemão.